# El observatorio
El Observatorio era un programa de reportajes emitido por Televisión Nacional de Chile (Coquimbo) durante 2001. En un principio, se emitía en segunda franja, es decir, a las 23:15 horas. Luego se transmitiría los días domingo a las 18:00 horas, dentro del bloque "La Cultura Entretenida" de la señal nacional de Televisión Nacional de Chile.
El programa no tenía conductor fijo, sino que los mismos periodistas que realizaban los reportajes presentaban sus propias notas. El espacio estaba integrado por Rodrigo Sánchez, Cristián Pizarro y Carolina Rodríguez. 
Los reportajes que se presentaban mostraban las diversas actividades que realiza la población de la Región de Coquimbo. Desde agricultores, apicultores, hasta pescadores, pasando por las actividades de las grandes ciudades, el programa duraba 30 minutos, dentro de los cuales se realizaba una sola tanda de comerciales.
- Datos: Q5825948